# Der Biberpelz

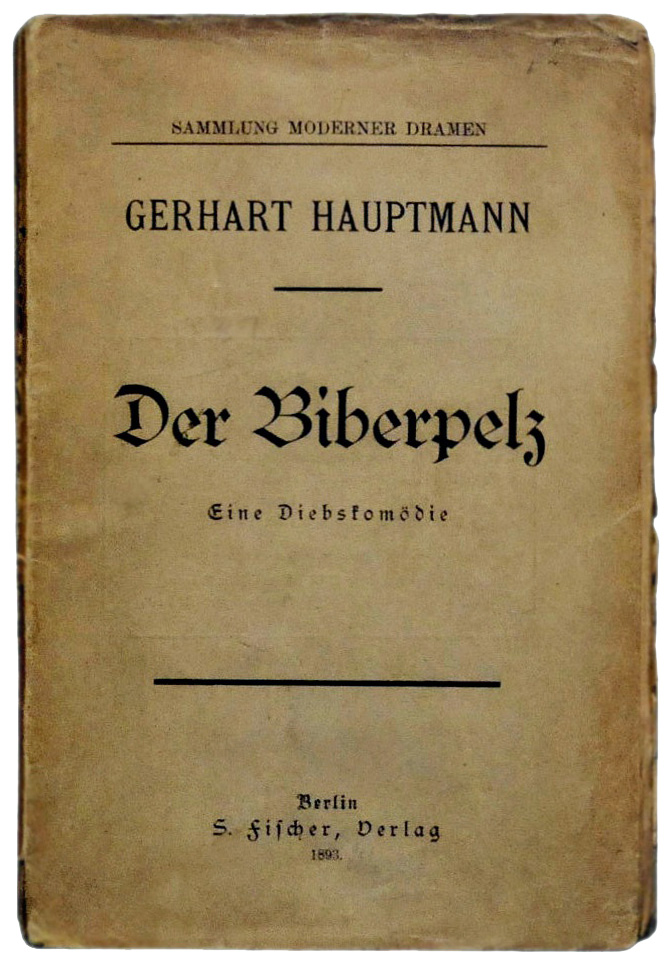
Verlagseinband des Erstdrucks

Der Biberpelz (mit dem Untertitel: Eine Diebskomödie) ist ein 1892–1893 entstandenes sozialkritisches Drama und zugleich eine Milieustudie von Gerhart Hauptmann (1862–1946). Das Werk wird noch zur literarischen Epoche des Naturalismus gerechnet.

## Inhalt
Das Stück spielt „irgendwo um Berlin. Zeit: Septennatskampf gegen Ende der achtziger Jahre [des 19. Jahrhunderts]“. Ein Großteil der Figuren spricht Berliner Dialekt. 
Mutter Wolffen ist eine resolute Wäscherin, verheiratet mit dem schwerfälligen und ängstlichen Schiffszimmermann Julius Wolff. Sie kommt in der Eröffnungsszene mit einem gewilderten Rehbock nach Hause und trifft unerwartet auf ihre Tochter Leontine, die aus ihrer Stellung bei dem reichen Rentier Krüger entlaufen ist. Sie habe noch in den späten Abendstunden einen Stapel Holz in den Stall schaffen sollen. Mutter Wolffen, die stets Rechtschaffenheit herauskehrt, will ihre ungehorsame, nicht übertrieben fleißige Tochter zurückschicken. Als sie jedoch erfährt, dass es sich um „schöne trockene Knüppel“ handelt, erlaubt sie Leontine, für eine Nacht dazubleiben. Mutter Wolffen will das Holz, das so noch nicht verwahrt worden ist, über Nacht stehlen. 
Während Mutter Wolffen dem Spreeschiffer Wulkow den angeblich gefundenen Rehbock verkauft, erzählt ihre jüngste Tochter Adelheid, dass Frau Krüger ihrem Mann kürzlich einen wertvollen Biberpelz geschenkt habe. Als Wulkow das hört, erklärt er, dass er für solch einen Pelz ohne weiteres sechzig Taler zahlen würde. Mit dieser Summe aber könnte Mutter Wolffen den größten Teil ihrer Schulden begleichen. Sie beschließt insgeheim, den besagten Pelz an sich zu bringen, um ihn an Wulkow zu verkaufen. 
Holz und Biberpelz sind gestohlen. Krüger erstattet Anzeige. Der Amtsvorsteher von Wehrhahn fühlt sich dadurch aber nur belästigt. Als Beamter des wilhelminischen Staates ist er vor allem daran interessiert, „dunkle Existenzen, politisch verfemte, reichs- und königsfeindliche Elemente“ aufzuspüren. So trachtet er danach, den Privatgelehrten Dr. Fleischer wegen Majestätsbeleidigung verhaften zu lassen, weil dieser etwa zwanzig verschiedene Zeitungen abonniert hat und regelmäßig freigeistige Literaten empfängt. 
Da der Amtsvorsteher Wehrhahn Krügers Anzeige schleppend behandelt, spricht Krüger erneut vor. Diesmal ist auch Mutter Wolffen anwesend. Es kommt zu einer grotesken, parodistischen Verhandlung, die ins Leere läuft: Mutter Wolffen kann mit Pfiffigkeit jeglichen Verdacht von sich abwenden. Die Diebstähle werden nicht aufgeklärt.

## Naturalistische Einflüsse
Mutter Wolffen ist der wichtigste Charakter im Stück. Sie versteht es, die Menschen, mit denen sie es zu tun bekommt, zu lenken und von ihnen zu bekommen, was sie will. Sie kämpft gegen ihre ärmlichen Verhältnisse an, was untypisch für naturalistische Dramen ist, in denen der Held üblicherweise wie gelähmt den Gesetzen seines sozialen Umfeldes gehorcht. Für den Naturalismus typisch ist aber, dass die soziale Wirklichkeit unmittelbar und ungeschönt wiedergegeben wird. Dies trifft auch auf den Biberpelz zu. Kennzeichnend für dessen Gestaltung sind die Genauigkeit der Milieubeschreibung und die Verwendung der „Sprache des Lebens“, der Alltagssprache mit allen Färbungen von Dialekt, Jargon und Umgangssprachlichem. Dargestellt wird der durch das Milieu determinierte Mensch (aus diesem Milieu versucht Frau Wolff allerdings heraus zu gelangen).

## Autobiographische Elemente/Vorbilder
Hauptmann hat in die Figuren seines Biberpelz Persönliches einfließen lassen und benutzte ihm aus der Erkner-Zeit bekannte Personen als Modell. 1937 erklärte er in den Einleitenden Worten zum „Biberpelz“-Film: „Alle Gestalten des ‚Biberpelz‘ habe ich in Erkner kennengelernt.“
So stellt Hauptmann, der während seines Aufenthaltes in Erkner – wegen sozialdemokratischer Neigungen – bespitzelt wurde, sich selbst in dem Literaten Dr. Fleischer dar. Vorbild für die Mutter Wolffen war die Aufwartefrau Marie Heinze (1846–1935), die während der Erknerzeit im Haushalt Hauptmanns arbeitete. 
Auch die Figur des Amtsvorstehers von Wehrhahn entstammt Hauptmanns Erfahrungsbereich. Die öffentliche Ablehnung der „Weber“ durch die konservativen Repräsentanten des Kaiserreiches reizte ihn, einen typischen Vertreter dieses Regimes mit dem aufgeblasenen Amtsvorsteher bloßzustellen. Konkretes Vorbild für die Lustspielfigur ist der Erkner Amtsvorsteher und Standesbeamte Oscar von Busse (1844–1908), mit dem Hauptmann einige unangenehme Begegnungen hatte. In der autobiographischen Schrift Das Abenteuer meiner Jugend charakterisiert Hauptmann den Erkner Amtsvorsteher als „politischen Heißsporn, der überall staatsgefährliche Elemente roch“.
Im Rentier Krüger zeichnet der Autor seinen Hauswirt Nicolaus Lassen (1816–1897) nach; indes war nicht diesem, sondern dessen Schwiegersohn, dem Lehrer Julius Ashelm, ein Pelz gestohlen worden.

## Uraufführung und Kritik
Die Uraufführung des Biberpelzes fand am 21. September 1893 im Deutschen Theater Berlin statt, mit Else Lehmann und Georg Engels in den Hauptrollen. Der offene Schluss überraschte das Publikum so sehr, dass es in Erwartung eines auflösenden Endes einfach sitzen blieb.
Otto Neumann-Hofer schrieb in einer Besprechung der Berliner Uraufführung, der Vorhang nach dem vierten und letzten Akt habe „die Intrigue wie mit einem scharfen Schwert enthauptet“; und die Reaktion des Premierenpublikums beschrieb er wie folgt: „Das lässt sich das Publikum nicht gefallen. Es ist da wie das hungrige Tier, das seine Beute sucht. Reißt man sie ihm vor dem Munde weg, so wird es wild. Und so wurde auch das Publikum wild und zischte die schönste deutsche Posse, die ihm doch geboten wurde, aus.“ (Berliner Tageblatt, 22. September 1893) 
Die zeitgenössische Kritik warf Hauptmann bei seinem Stück eine mangelhafte Komposition vor und dass er mit dem offenen Schluss den kritischen Konsequenzen seines Stückes ausgewichen sei. Neuere Kritiken meinen aber, dass gerade durch den offenen Schluss die Engstirnigkeit jener, die als Stützen der herrschenden Gesellschaft erscheinen, betont wird, da ja der Amtsvorsteher selbst zu borniert war, um mit offenen Augen an die Diebstähle heran zu gehen, und diese deshalb nicht aufgeklärt werden. Die Kritiker beklagten die fehlende „poetische Gerechtigkeit“. Dabei dachten sie primär an Frau Wolffen, die unbekehrt und unbestraft aus dem Stück geht, weniger indessen an den Amtsvorsteher von Wehrhahn, der seine Dienstpflichten gröblich verletzt und der unbescholtene Bürger verfolgt.
Zur auf der Bühne erfolgreichsten Komödie Hauptmanns entwickelte sich das Stück seit der Inszenierung durch das Deutsche Volkstheater in Wien 1897. Begeistert äußerten sich anlässlich dieser Aufführung unter anderem die Dichter Hugo von Hofmannsthal und Arthur Schnitzler (siehe unten).

## Rezeption
- „Kleinmalerei ohne alle Handlung von Belang, welche in solcher Ausdehnung nur langweilt. […] Daß das öde Machwerk mehrere Aufführungen erleben dürfte, steht kaum zu erwarten.“ (Urteil der Berliner Zensurbehörde, 4. März 1893)
- Arthur Schnitzler: „Sie können sich nicht vorstellen, wie sehr ich vom ‚Biberpelz‘ entzückt gewesen bin. Es ist was Schönes, einen Großen so frech und lustig zu sehen.“ (Brieflich an Otto Brahm, 5. April 1897)
- Hugo von Hofmannsthal: „Gestern hab ich den ‚Biberpelz‘ gesehen [in Wien], ohne ihn je gelesen zu haben: das ist doch durch und durch gut, in einem anständigen Sinn geistreich.“ (Brieflich an Otto Brahm, 10. April 1897)
- Reinhold Schneider: „Der ‚Biberpelz‘ ist, als Verklärung der Diebin und Verhöhnung der Justiz, destruktiv revolutionär; das Stück dokumentiert in der Anlage eine merkwürdige menschliche und künstlerische Schwäche des großen Gestalters, wie sie, auf gleicher Höhe, kaum wieder angetroffen werden kann.“ (R. Schneider: Winter in Wien. Freiburg i. Br. 1958, S. 88)

## Verfilmungen

### Der Biberpelz (1928)
Verfilmt wurde Hauptmanns Stück zuerst 1928 als Stummfilm. Unter der Regie von Erich Schönfelder spielte Lucie Höflich die Mutter Wolffen, Ralph Arthur Roberts (Friedrich von Wehrhahn), Wolfgang von Schwind (Julian Wolff), La Jana (Leontine), Ilse Stobrawa (Adelheid), Rudolf Biebrach (Rentier Krüger), Josefine Dora (seine Frau), Paul Henckels (Mothes) u. a.

### Der Biberpelz (1937)
Eine zweite Verfilmung erfolgte im Jahre 1937 unter der Regie von Jürgen von Alten. Die Deutsche Erstaufführung fand am 3. Dezember 1937 statt. Der Film nach dem Drehbuch von Georg C. Klaren folgte weitgehend der Vorlage. Schauspieler waren unter anderem Heinrich George als Baron von Wehrhahn, Ida Wüst als Frau Auguste Wolff, Rotraut Richter als Adelheid, Sabine Peters als Leontine, Heinz von Cleve als Dr. Fleischer, Ernst Waldow als Motes, Ewald Wenck als Julius Wolff, Eduard Wenck als Rentier Krüger, Blandine Ebinger als Frau Krüger, Albert Florath als Schiffer August Wulkow, Renée Stobrawa als Almine Wulkow, Fritz Odemar als Fürst August Sigismund, Arthur Schröder als Adjutant von Theerbrügge, Walter Bluhm als Schreiber Glasenapp und Hilde Seipp als Sängerin.

### Der Biberpelz (1949)
Die dritte Verfilmung erfolgte 1949 unter der Regie von Erich Engel. Das Drehbuch schrieb Robert Adolf Stemmle, mit Werner Hinz als Friedrich von Wehrhahn, Käthe Haack als Regine von Wehrhahn, Fita Benkhoff als Auguste Wolff, Friedrich Gnaß als Julius Wolff, Ingrid Rentsch als Leontine Wolff, Edith Hancke als Adelheid Wolff, Paul Bildt als Wilhelm Krüger, Berta Monnard als Adele Krüger,  Erwin Geschonneck als Motes, Emmy Burg als Frau Motes, Herbert Wilk als Dr. Joachim Fleischer, Alfred Schieske als Wulkow, Ilse Trautschold als Frau Wulkow, Werner Peters als Eberhard Schulz u. a.

### Der Biberpelz (1962)
Im Jahre 1962 wurde das Stück für das deutsche Fernsehen erneut verfilmt. John Olden schrieb das Drehbuch und führte Regie. Die Hauptrolle spielte Oldens Ehefrau Inge Meysel, die neben Edith Schultze-Westrum, die diese Rolle häufig auf der Bühne spielte, zu den besten Darstellerinnen der Mutter Wolffen gehörte. In den weiteren Rollen spielten u. a.: Willi Rose als Julius Wolff, Konrad Georg als Motes, Ernst Schröder als von Wehrhahn, Maria Körber als Leontine, Paul Edwin Roth als Doktor Fleischer und Fritz Wagner als Rentier Krüger.

### Der Biberpelz (1975)
Eine  weitere Verfilmung entstand 1975 unter der Regie von Franz Peter Wirth mit Doris Schade in der Rolle der Mutter Wolff.

### Weitere Verfilmungen
- 1955: Fernseh-Verfilmung des Sender Freies Berlin, Regie: Werner Völger
- 1983 zeigte der Deutsche Fernsehfunk der DDR eine Theaterfassung der Volksbühne Berlin unter der Regie von Helmut Straßburger und Ernstgeorg Hering mit Gabriele Gysi, Günter Junghans, Ursula Karusseit, Klaus Mertens, Hartmut Puls, Hans Teuscher, Harald Warmbrunn, Daniel Loof und Marianne Wünscher
- 1994: Fernsehverfilmung des ZDF, Regie: Thomas Langhoff

## Hörspiele
- 1927: Regie: Ernst Pündter – Darsteller: Frau Wolff: Hedwig Wangel, Julius Wolff: Karl Pündter, von Wehrhahn: Hans Freundt, Herr Krüger: Ernst Pündter, Dr. Fleischer: Egbert Delbrück, Mitteldorf:  John Walter, Motes: Carl Achenbach, Frau Motes: Elisa Werner, Leontine: Erna Stegmann, Adelheid Edith Scholz
- 1945: Regie: Ludwig Cremer – Darsteller: Frau Wolff: Gustl Busch, Julius Wolff: Kurt Meister, von Wehrhahn: Helmut Käutner, Herr Krüger: Erich Weiher, Dr. Fleischer: Hermann Stein, Mitteldorf: Gustav Burmester, Motes: Egon Müller-Franken, Leontine: Hilde Schmeck, Dagmar Altrichter
- 1945: Regie: Hannes Küpper – Darsteller: Mutter Wolff, Waschfrau: Traute Rose und Willi Rose, Hans Rose, Franz Zimmermann, Charles Hans Vogt, Helga Spieler, Kurt Strelow, Alfred Ganzer
- 1952: Regie: Karl Peter Biltz – Darsteller: Mutter Wolffen: Traute Rose, von Wehrhahn: Horst Beilke, Krüger: Ernst Sladeck, Dr. Fleischer: Wilhelm Kürten, Motes: Friedrich von Bülow, Julius: Kurt Ebbinghaus, Leontine: Evelyn Siebert, Adelheid: Gudrun Gewecke, Wulkow: Walter Kottenkamp, Glasenapp: Max Mairich, Mitteldorf: Wolfgang Golisch, Philipp: Tim Elstner, 1. Sprecher: Wolfgang Preiss
- 1952: Regie: Wilhelm Semmelroth – Darsteller: Frau Wolff: Berta Drews, Julius Wolff: Erich Dunskus, von Wehrhahn: Hans Müller-Westernhagen, Herr Krüger: Albert Florath, Dr. Fleischer: Hermann Pfeiffer, Herr Motes: Heinz Drache, Frau Motes: Vera Kluth, Leontine: Haide Lorenz, Adelheid: Marianne Schubart.
- 1956: Bearbeitung und Regie: Cläre Schimmel – Darsteller: Von Wehrhahn, Amtsvorsteher: Paul Hoffmann, Krüger, Rentier: Horst Beck, Doktor Fleischer: Wolfgang Arps, Philipp, sein Sohn: Uli Kapteina, Motes: Kurt Haars, Frau Motes: Maria Wiecke, Frau Wolff, Waschfrau: Mila Kopp, Julius Wolff, ihr Mann: Carl Lange, Leontine, ihre Tochter: Ortrud Bechler, Adelheid, ihre Tochter: Zita Hitz, Wulkow, Fischer: Richard Bohne, Glasenapp, Amtsschreiber: Walter Thurau, Mitteldorf, sein Diener: Hans Helmut Dickow.
- 1958: Regie: Walter Ohm – Darsteller: Frau Wolff: Therese Giehse, Julius Wolff: Otto Wernicke, von Wehrhahn: Kurt Horwitz, Herr Krüger: Hans Hermann Schaufuß, Dr. Fleischer: Albert Lieven, Herr Motes: Wolfried Lier, Frau Motes: Edith Schultze-Westrum, Leontine: Eva-Ingeborg Scholz, Adelheid: Anne Marie Werneke.
- 1963: Regie: Heinz Schimmelpfennig – Darsteller: Frau Wolff: Lucie Mannheim, Julius Wolff: Erich Thormann, von Wehrhahn: Theo Lingen, Herr Krüger: Eduard Wandrey, Dr. Fleischer: Michael Chevalier, Herr Motes: Reinhold Bernt, Frau Motes: Marina Ried, Leontine: Ruth Breitag, Adelheid: Edith Hancke.

## Bearbeitungen
Eine Bearbeitung des von Bertolt Brecht geleiteten Berliner Ensembles, die die beiden Hauptmann-Dramen Der Biberpelz und Der rote Hahn zu einem Sechsakter Biberpelz und Roter Hahn zusammenzog, hatte am 24. März 1951 in den Kammerspielen des Deutschen Theaters Berlin Premiere. Am 15. April 1951 untersagte Hauptmanns Witwe Margarete weitere Aufführungen dieser Fassung. Teile wurden 1952 veröffentlicht; ein vollständiger Druck erfolgte 1992 in der Großen kommentierten Berliner und Frankfurter Ausgabe der Werke Brechts.
Eine Bearbeitung von Jan Liedtke und Philippe Besson, die Biberpelz und Roter Hahn unter dem Titel Roter Hahn im Biberpelz zusammenfasst, wurde am 19. Januar 2014 in der Komödie am Kurfürstendamm in Berlin uraufgeführt. Unter der Regie von Philippe Besson sah man in Hauptrollen Katharina Thalbach, Pierre Besson, Anna Thalbach, Nellie Thalbach, Roland Kuchenbuch, Sebastian Achilles, Jörg Seyer und Ronny Miersch.

### Ausgaben
- Der Biberpelz. Eine Diebskomödie. Taschenbuch-Ausgabe bei Ullstein.
- Der Biberpelz. Eine Diebskomödie. Kommentierte Ausgabe. Hrsg. von Werner Bellmann. Nachwort: Stephan Kraft. Reclam, Stuttgart 2017 (UB 19165).

### Forschungsliteratur
- Andrea Bartl: Naturalistische Tragikomödien: Gerhart Hauptmanns „Der Biberpelz“ und „Die Ratten“. In: A.B.: Die deutschsprachige Komödie. Metamorphosen des Harlekin. Stuttgart 2009, S. 167–185.
- Werner Bellmann: Gerhart Hauptmann, „Der Biberpelz“. Erläuterungen und Dokumente.  Stuttgart 1978. - Durchgesehene und ergänzte Ausgabe, Stuttgart 2006.
- Stephan Kraft: Zum Ende der Komödie. Eine Theoriegeschichte des Happyends. Göttingen 2011. [Zu Der Biberpelz: S. 326–343.]
- Heike Mück: Unterrichtseinheit Lustspiel. Gerhart Hauptmanns „Der Biberpelz“. Ein wirkungsästhetischer Untersuchungsansatz. Stuttgart 1981.
- Gert Oberembt: „Der Biberpelz“. Eine naturalistische Komödie. Paderborn 1987.
- Roger Paulin: Hauptmann, „Der Biberpelz“. In: Landmarks in German Comedy. Hrsg. von Peter Hutchinson. Oxford [u. a.] 2006, S. 119–132.
- Hans Joachim Schrimpf: Das unerreichte Soziale: die Komödien Gerhart Hauptmanns „Der Biberpelz“ und „Der rote Hahn“. In: Das deutsche Lustspiel. Hrsg. von Hans Steffen. 2. Tl. Göttingen 1969, S. 25–60.
- Oskar Seidlin: Urmythos „Irgendwo um Berlin“. Zu Gerhart Hauptmanns Doppeldrama der Mutter Wolffen. In: Deutsche Vierteljahrsschrift für Literaturwissenschaft und Geistesgeschichte 43 (1969) S. 126–146.
- Wolfgang Trautwein: Gerhart Hauptmann: „Der Biberpelz“. In: Dramen des Naturalismus. Interpretationen. Stuttgart 1988, S. 179–212.